# Krzysztof Bednarski
Krzysztof Michał Bednarski (KMB) (ur. 25 lipca 1953 w Krakowie) – polsko-włoski rzeźbiarz i grafik współczesny.

Thanatos polski – pamięci przyjaciół z Teatru Laboratorium Jerzego Grotowskiego. Kuligów nad Bugiem, zima 1984.

## Życiorys
Jeden z trzech synów Ireny i Jerzego Bednarskiego. Rodzice pochodzili ze Lwowa, mieszkali tam w domu na ulicy Kulparkowskiej. Ukończył XIV Liceum Ogólnokształcące im.Klementa Gottwalda w Warszawie. Ukończył Akademię Sztuk Pięknych w Warszawie (1973-1978) na wydziale rzeźby w pracowniach Jerzego Jarnuszkiewicza i Oskara Hansena. Pracę dyplomową Portret Totalny Karola Marksa obronił 5 lipca 1978 roku. Był związany z teatrem Jerzego Grotowskiego, dla którego w latach 1976–1981 projektował plakaty. W tym czasie urodził się jego syn. Od 1976 roku pracował okazjonalnie w kamieniołomach w Borowie, pisał „siedziałem jednak w kamieniołomach, żeby zrobić kilka rzeźb, bo chciałem się sprawdzić jako rzeźbiarz, czego nie mogłem zrobić na akademii.” Od 1986 roku mieszka w Rzymie. W roku akademickim 1996/97 oraz 2014-2017 prowadził pracownię gościnną w Akademii Sztuk Pięknych w Warszawie. W 2014 roku obronił doktorat na warszawskiej Akademii Sztuk Pięknych za pracę W stronę rzeźby, czyli historia jednego dzieła bez końca. W swoich pracach odnosił się do propagandy komunistycznej (Portret totalny Karola Marksa, 1978, własność Muzeum Niepodległości w Warszawie, Portret zbiorowy, 1980, kolekcja w Muzeum Narodowym w Warszawie), oraz sytuacji społeczno-politycznej Polski w stanie wojennym (Victoria-Victoria, 1983, kolekcja w Muzeum Narodowym w Krakowie). Jednym z powracających motywów w jego pracy jest Moby-Dick (instalacja rzeźbiarska Moby-Dick z 1987 jest obecnie w kolekcji ms2 – Muzeum Sztuki w Łodzi). Grał w filmach Noc poślubna w biały dzień (1982), Schodami w górę, schodami w dół (1988) oraz My Italy (2017).
Jego pierwszą żoną była Barbara Kiszakiewicz drugą żoną jest Marina Fabbri. Ma dwóch synów: Jakuba z małżeństwa z Barbarą Kiszakiewicz i Federico z małżeństwa z Mariną Fabbri.

Krzysztof M. Bednarski. Plakat filmowy: Kartka z podróży, 1983

## Plakaty filmowe
Od 1976 projektował plakaty dla przedsięwzięć parateatralnych Instytutu imienia Jerzego Grotowskiego we Wrocławiu, a od początku lat 80. także plakaty filmowe i teatralne. Przykładem jest plakat do debiutu filmowego Waldemara Dzikiego „Kartka z podróży” z roku 1983, plakat do spektaklu w Teatrze Studio „Ja, Bruno Schulz” w reżyserii Jerzego Grzegorzewskiego. Większość plakatów znajduje się w Muzeum Plakatu w Wilanowie.
Od 1980 roku wystawiał plakaty na Międzynarodowym Biennale Plakatu w Warszawie.

## Wystawy
Eksponował swoje dzieła na ponad stu wystawach indywidualnych, m.in.: Gravity (Tymoteuszowi Karpowiczowi), Galeria Awangarda, BWA, Wrocław (2016), Pamięci Ryszarda Cieślaka, Instytut J. Grotowskiego, Wrocław (2015), Pieśń z aluminium, Galeria Raster, Warszawa (2014), Widmo krąży, kurator: Achille Bonito Oliva, Narodowa Akademia Sztuk Ukrainy, Kijów (2013); Egzorcyzmy, BWA, Opole (2013); Moby Dick – Opera Aperta, Państwowa Galeria Sztuki, Sopot (2013); Moby Dick – Rzeźba, Galeria aTAK, Warszawa (2012/2013); I coraz więcej bieli Galeria Foksal w Warszawie (2012); Prace z lat 1978–2008, Muzeum Narodowe we Wrocławiu; Thanatos polacco. Omaggio a Jerzy Grotowski, Museo Laboratorio d’Arte Contemporanea MLAC, Rzym (2009); Ku Górze – hommage à Jerzy Grotowski, Atlas Sztuki, Łódź (2009); Portret Totalny Karola Marksa (1977-2009), Muzeum Górnośląskie, Bytom; Moby Dick – Anima Mundi, Muzeum Narodowe w Szczecinie (2008); The Shadow Line / Brzeg cienia, Galeria Foksal Warszawa (2007), Karol Marks vs Moby Dick, Analiza formy i rozbiórka idei, 26 października 2018 – 24 marca 2019, Muzeum Sztuki Współczesnej w Krakowie, oraz na ponad pięciuset wystawach zbiorowych.

## Kolekcje
Prace Krzysztofa M. Bednarskiego znajdują się w kolekcjach muzeów polskich, m.in. w: Muzeum Narodowe w Krakowie, Poznaniu, Szczecinie, Warszawie, Wrocławiu, Muzeum Sztuki w Łodzi, Centrum Sztuki Współczesnej Zamek Ujazdowski w Warszawie, Zachęta Narodowa Galeria Sztuki w Warszawie, MHŻP POLIN, MOCAK w Krakowie, Centrum Rzeźby Polskiej w Orońsku, Mazowieckie Centrum Sztuki Współczesnej Elektrownia w Radomiu, Muzeum Śląskie w Katowicach, Muzeum Niepodległości w Warszawie, Muzeum Górnośląskie w Bytomiu, Muzeum Akademii Sztuk Pięknych w Warszawie, Galeria Studio w Warszawie, Galeria Arsenał w Białymstoku, Muzeum Okręgowe im. Leona Wyczółkowskiego w Bydgoszczy, kolekcje Towarzystwa Zachęty Sztuk Pięknych w Lublinie, Łodzi i Wrocławiu, kolekcja Galerii Foksal, w Warszawie, w Muzeum Plakatu w Wilanowie, PKO Banku Polskiego w Warszawie, Muzeum Historii Polski w Warszawie, oraz w kolekcjach zagranicznych, m.in.: MAAM w Rzymie, Fundacja Giorgio Franchetti w Rzymie, Fundacja Federico Fellini w Rimini, Fundacja Morra w Neapolu, Fundacja Orestiadi w Gibellinie na Sycylii, Fundacja Mario Schifano w Rzymie, Targetti Light Art Collection we Florencji, Międzynarodowa kolekcja sztuki w Certosa di Padulla, Włochy, Fundacja Leube, Salzburg-Gartenau, Muzeum Sztuki w Raumie, Finlandia, Art./Omi Foundation, New Jork, Kathryn & Marc LeBaron, Lincoln, US.

## Najważniejsze prace

Karol Marks i KMB

### Karol Marks
Portret Karola Marksa była pracą dyplomową Bednarskiego obronioną w 1978 roku na warszawskiej Akademii Sztuk Pięknych. Autor zebrał duży fotograficzny materiał dokumentacyjny i wykonał na jego podstawie głowę Marksa bez ramion i cokołu w wielu różnych wielkościach. Portret był odczytywany jako ironia, krytyka propagandy komunistycznej. Bednarski kontynuuje tworzenie Marksów w różnych wariantach przez całą swoją późniejszą karierę już jako projekt totalny dodając do głowy Marksa fragmenty i obiekty, które stanowią komentarz do wydarzeń społecznych lub życiowych.

Victoria-Victoria, 1983, marmur

### Gesty
Maryla Sitkowska, wieloletni krytyk i archiwistka twórczości Bednarskiego opisała gesty – pomniki, w których modelem jest lewa dłoń autora. Dłoń wykonuje specjalny gest. Najbardziej znanym gestem jest „Victoria-Victoria”, która powstała w 1983 roku w stanie wojennym (1981-1983) w Polsce podczas sympozjum rzeźbiarskiego w Digne-les-Bains we Francji. Rzeźba pokazuje gest zwycięstwa i wolności, ale z uciętymi palcami. Fotografia gestu Victoria-Victoria była sprzedawana jako cegiełka na rzecz kultury niezależnej i była odbierana w latach stanu wojennego w Polsce jako symbol ograniczenia wolności. Gest „Miejsce urodzenia (Urodzony w Polsce)”, obecnie w kolekcji Muzeum Historii Polski, zaciśnięta pięść w marmurze z żeliwnym klinem wbitym w środek dłoni, symbolizuje opór i cierpienie.
Innymi rzeźbami-gestami były w tym czasie „Milczenie” i „Bilet w jedną stronę”.

Krzysztof M. Bednarski we wnętrzu Moby Dicka, Muzeum ASP, Warszawa 1987

Moby Dick, realizacja 10. Muzeum Sztuki – MS2. Lódź 2008, instalacja: kadłub jachtu pocięty na 16 części, liny stalowe, dźwięk

### Moby-Dick
Bednarski pisze o cyklu prac Moby-Dick Praca nad Moby Dickiem zmieniła kompletnie moje myślenie o rzeźbie i przestrzeni. Nastąpiło gwałtowne przewartościowanie mojego języka rzeźbiarskiego[..] Nagle poczułem „otwarcie wolnego”. Wiedziałem, że znalazłem fundament mojej rzeźby. W 1986 znalazł nad Wisłą kadłub dużej łodzi w śniegu, który skojarzył mu się z cielskiem białego wieloryba z powieści Hermana Melvilla. Kadłub został pocięty na szesnaście części, w akcie dekonstrukcji, i odtworzony na poddaszu pałacu przy Krakowskim Przedmieściu w akcie częściowej konstrukcji. Do 2014 roku Moby-Dick był prezentowany w ponad dziesięciu przestrzeniach muzealnych tworząc wg Bednarskiego zupełnie nowe stymulujące relacje między obiektem a danym miejscem. Autor pisze, że jego prace z cyklu Moby-Dick tworzą długi pasaż, który prowadził go przez sztukę i życie. Ten cykl prac stanowił podstawę jego doktoratu na warszawskiej Akademii Sztuk Pięknych w 2014 roku.

### Portrety z cienia
W lecie 1980 w czasie sympozjum rzeźbiarskiego Zagłębia Miedziowego Granit (20 czerwca 1980 – 20 sierpnia 1980) roku Bednarski wyrzeźbił Krawężnik rzeźbę poświęconą Janowi Szelidze; Szeliga był „mistrzem kamieniarki” w kamieniołomach w Borowie.
Rzeźba powstała w czasie pracy w kamieniołomach w Gniewkowie i przedstawia schematyczny profil głowy człowieka rozciągnięty na całej długości kamienia. Profil ten uwidacznia się na krańcu krawężnika w postaci cienia padającego na ziemię. Pomnik jest obecnie w miejscowości Chocianów. Później ten pomysł projekcji cienia Bednarski zastosował w pomniku Federico Felliniego (Incontro con Federico Fellini) wykonanym w 1994 roku.

### Dylan Thomas (Vision and Prayer)
W latach 1989–1992 opracował prace oparte na poezji Dylana Thomasa w szczególności poemacie Vision and Prayer (V&P, Wizja i modlitwa), który napisany jest w formie klepsydry. Bednarski stworzył szereg reliefowych tablic, prac na papierze i płótnie i rzeźb będących przekształceniem tego motywu.

### Sfinks
Sinks jest rzeźbą z pudełek od zapałek. Autor budował go w początkach 1984 roku w okresie wielkiej zapaści gospodarczej Polski. Zbudowanie Sfinksa wymagało zdobycia około dziesięciu tysięcy pudełek od zapałek, co wymagało wtedy olbrzymiego wysiłku, bo był to towar reglamentowany. Sfinks był dedykowany wielkim budowniczym: od Faraonów do Stalina. Konstrukcja Sfinksa zajęła trzy miesiące a matka artysty w końcu powiedziała: Zostaw synku te gówniane zapałki, ja się boję o Ciebie. Rozmawiałam z twoimi braćmi, pożyczą pieniądze, kupisz marmur i wyrzeźbisz coś porządnego. Obecnie rzeźba znajduje się w Muzeum Rzeźby Polskiej w Orońsku.

### Rzeźby nagrobne
Jest autorem rzeźb nagrobnych m.in.: Konstantego Puzyny, Krzysztofa Kieślowskiego, Ryszarda Cieślaka (Cmentarz Osobowicki, Wrocław), Wojciecha Fangora (2017, Cmentarz Wojskowy na Powązkach), Krzysztofa Krauzego (2017, na cmentarzu w Kazimierzu Dolnym), oraz pomników Incontro con Federico Fellini (Rimini, 1994), Fryderyka Chopina La note bleue (Wiedeń, 2010), Stefana Kuryłowicza (Warszawa 2013), a także rzeźby Thanatos Polski,1984 (kolekcja Muzeum Narodowe we Wrocławiu), poświęconej pamięci przyjaciół z Teatru Laboratorium Jerzego Grotowskiego. W wywiadzie w Odrze powiedział, że najlepszą ostatnią przysługą dla kogoś, kto był mu bliski jest zrobienie mu dobrego nagrobka.

## Odznaczenia i wyróżnienia
Kilkakrotnie wyróżniony stypendium Ministerstwa Kultury i Dziedzictwa Narodowego, oraz w latach 1988/1989 stypendium Rządu Włoskiego. Laureat nagrody imienia Katarzyny Kobro w 2004 roku, nagrody kwartalnika EXIT – Nowa sztuka w Polsce (2005), oraz Złotej Sowy Polonii, Wiedeń (2012). W grudniu 2017 roku otrzymał Franco Cuomo International Award przyznawany przez włoski Senat. W 2011 odznaczony Złotym Medalem Zasłużony Kulturze Gloria Artis.

## Galeria

„Vision and Prayer” na podstawie poematu Dylana Thomasa. 1989. Frotaże z tablic V&P oraz dwa obiekty z brązu na wystawie indywidualnej „Ku Górze”, hommage à Jerzy Grotowski, Atlas Sztuki, Łódź 2009
Tablica V&P – cykl oroński 6+1, relief wklęsły, drewno opalane w stalowych ramach. 1989-1991
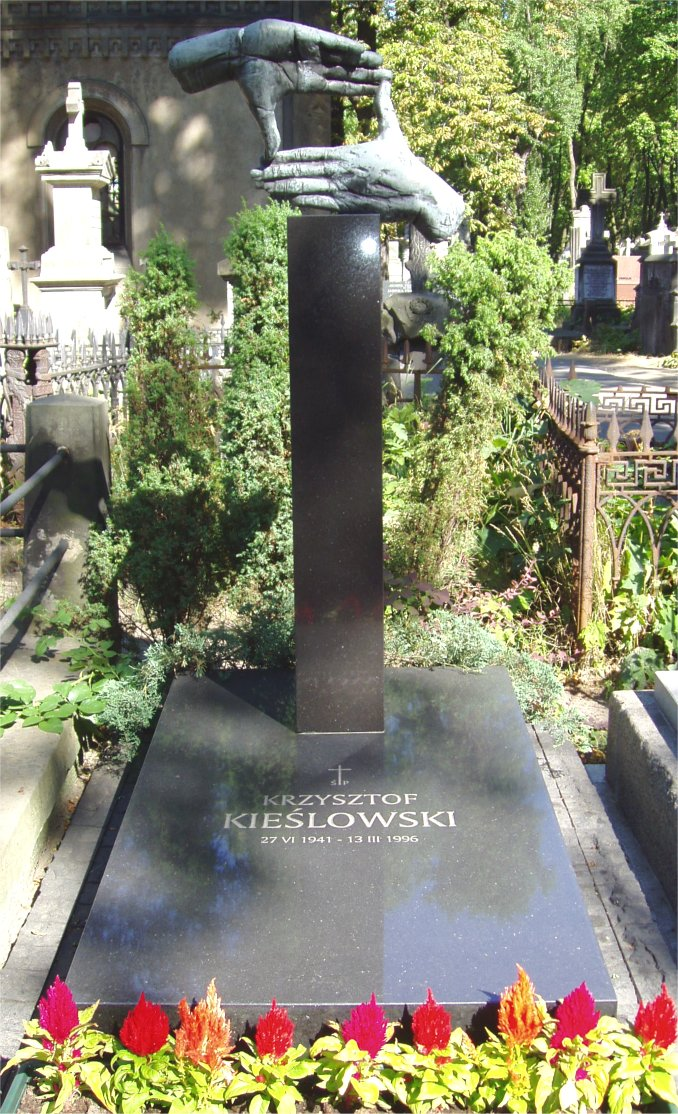
Kadrujące ręce na grobie Krzysztofa Kieślowskiego – jeden z projektów rzeźby nagrobnej Krzysztofa Bednarskiego ukończony w czerwcu 1997 roku
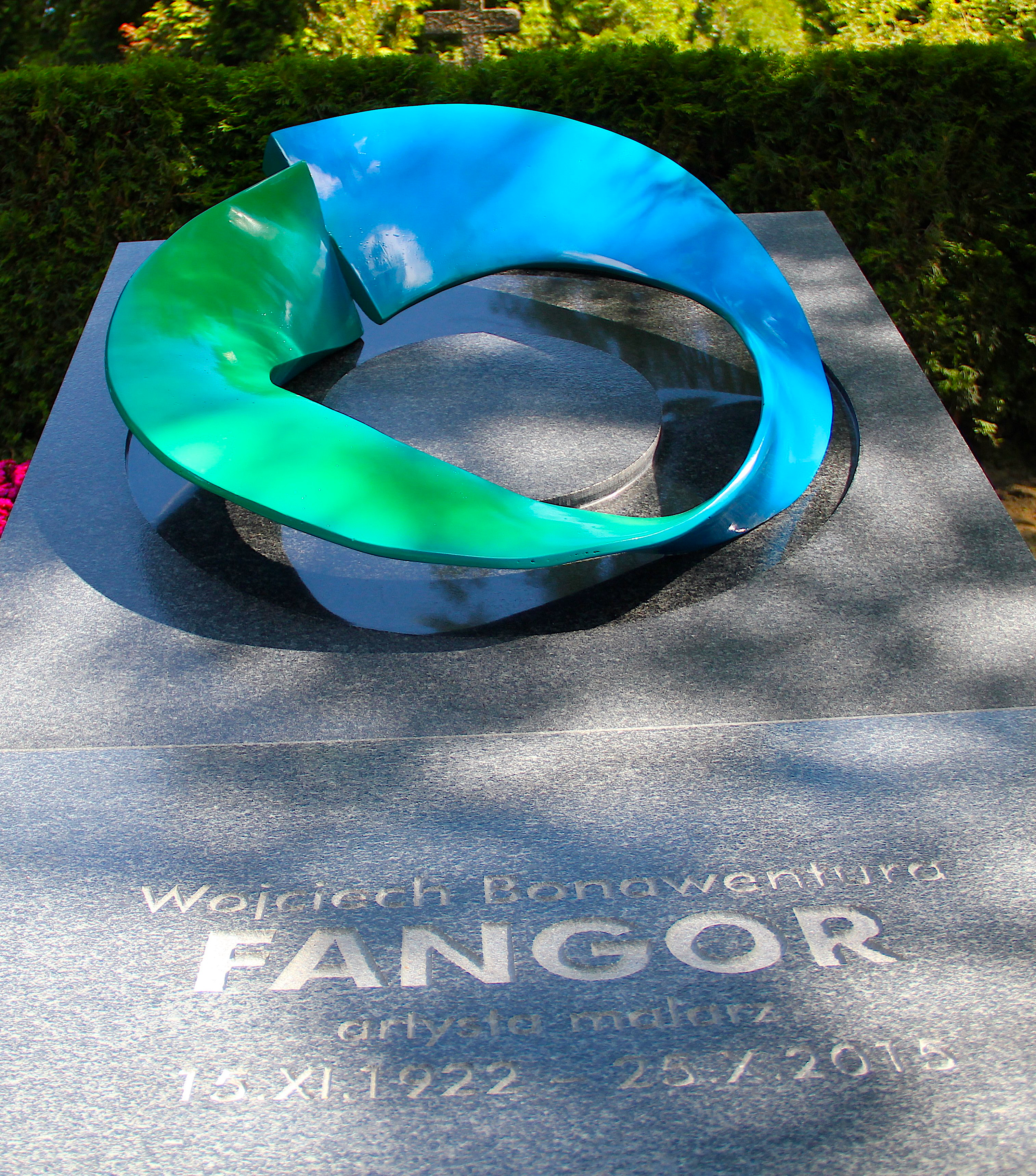
Nagrobek Wojciecha Fangora na Cmentarzu Wojskowym na Powązkach. 2017